# Фадил Тоскић
Фадил Тоскић (Подгорица, 25. септембар 1949 — Сарајево, 10. јануар 2006) био је босанскохерцеговачки музичар.

## Биографија
Фадил Тоскић рођен је у Сарајеву, 25. септембара 1949. године. Музичку каријеру почео је почетком седамдесетих година двадесетог века са рок групом Ајани, а нешто касније свирао је и са групом Тешка индустрија.
Први соло наступ имао је на фестивалу Први аплауз који се одржавао у Бањој Луци, а био је афирмативан фестивал за многе младе певаче који почињу да се баве певањем.
Био је фестивалско име домаће шлагеристике из касних седамдесетих и почетком осамдесетих година двадесетог века.
Сарађивао је са многим врхунским композиторима оног времена: Александром Ацом Кораћем, Кемалом Монтеном, Исметом Арнауталићем, Корнелијем Батом Ковачем и многим другим.
Фадил Тоскић био је познат и као врстан естрадни фризер, а у његове клијенте убрајале су се бројне колеге из бивше Југославије.
Најпознатије песме које су остале да се слушају и данас су: Кад останеш једном сама, Јасмина, Пуче гром у срцу мом, Црно вино, плаве очи...
2005. године, оболио је од карцинома плућа, а преминуо је 10. јануара 2006. године у Сарајеву.

## Дискографија
- Било би лудо (1979)
- Ноћне игре (1985)
- Сјетит ћеш се мене (1990)
- Лагала си лагала (1993)
- Бона не била (1996)
- Још сам ту (2001)

## Фестивали
Први аплауз, Бања Лука:
- Ти кажеш, '75

Ваш шлагер сезоне, Сарајево:
- Пођи право, награда публике и друго место, '77
- Запалио сам пламен, прва награда публике и Златна лира, победничка песма, '78
- Погодила ме Аморова стрела, '80

Опатија:
- Буро љубави, владај, '78
- Не вријеђајте ме, '83

Сплит:
- Још у срцу има жара, '78